# Мыленки (Лобковская волость)
Мыленки — деревня в Невельском районе Псковской области России. Входит в состав Артёмовской волости.

## География
Деревня расположена в 1 км к северо-востоку от озера Ордово и в 18 км к югу от районного центра, города Невель.

## Население
| 2001 | 2002 | 2010 |
| ---- | ---- | ---- |
| 47   | ↘38  | ↘25  |

Численность населения деревни по оценке на начало 2001 года составляла 47 жителей.

## История
С января 1995 до апреля 2015 года деревня входила в состав ныне упразднённой Лобковской волости.